# Buguň (řeka)
Buguň (rusky Бугунь) je řeka v Turkestánské oblasti v Kazachstánu. Je 164 km dlouhá. Povodí má rozlohu 4680 km².

## Průběh toku
Vzniká na jihozápadních svazích hřbetu Karatau soutokem řek Ulken Buguň a Bala Buguň. Ústí do bezodtokého jezera Kumkol, nedotéká do Syrdaji, k jejímuž povodí náleží.

## Vodní režim
Zdroj vody je sněhový.

## Využití
Voda se využívá na zavlažování. U vesnice Buguň se nachází přehrada o rozloze 63 km².